# Margarite
La margarite è un minerale appartenente al gruppo delle miche fragili.